# أبو عثمان الصابوني
شَيْخُ الْإِسْلَامِ أَبُو عُثْمَانَ إِسْمَاعِيلُ بْنُ عَبْدِ الرَّحْمَنِ بْنِ أَحْمَدَ بْنِ إِسْمَاعِيلَ بْنِ إِبْرَاهِيمَ بْنِ عَامِرِ بْنِ عَابِدٍ الصَّابُونِيُّ النَّيْسَابُورِيُّ الشَّافِعِيُّ ويُعرف اختصارًا بأبي عثمان الصابوني (جمادى الآخرة 373 – 3 المحرم 449 هـ / 983 – 1057 م) مقدم أهل الحديث في بلاد خراسان. لقبه أهل السنّة فيها بشيخ الإسلام، فلا يعنون عند إطلاقهم هذه اللفظة غيره. ولد ومات في نيسابور. وكان فصيح اللهجة، واسع العلم، عارفًا بالحديث والتفسير، يجيد الفارسية إجادته العربية.
ولد أبو عثمان الصابوني بوشنج من نواحي هراة سنة 373 هـ / 983 م، شب يتيمًا إذ قتل أباه وهو في التاسعة من عمره، لكنه نشأ في بيت علم، فخاله هو الحافظ عمر بن إبراهيم أبو الفضل الهروي (ت 425 هـ) وقد أخذ عنه الصابوني وحدث عنه، وجده من جهة أمه هو إبراهيم بن إسماعيل (ت 309 هـ) من كبار العلماء، وأخوه أبو يعلى إسحاق بن عبد الرحمن الصابوني (ت 455 هـ) من العلماء المحدثين.
ولي القضاء فترة ولكن عزله الوزير المعتزلي أثناء المحنة التي وقعت للأشعرية وكان هذا الإمام من جملة من أوذوا في المحنة بنيسابور مع القشيري وأبي المعالي، وكان ممن وقعوا على كلام القشيري في نصرة الأشعرية؛ لكن ما هي إلا فترة قصيرة وتوفي الوزير تولى نظام الملك زمام الأمور فانتصر للأشعرية.
حدث عن: أبي سعيد عبد الله بن محمد بن عبد الوهّاب، وأبي بكر بن مهران، وأبي محمد المخلدي، وأبي طاهر بن خزيمة، وأبي الحسين الخفاف، وعبد الرحمن بن أبي شريح، وزاهر بن أحمد الفقيه . وحدث عنه: الكتاني، وعلي بن الحسين بن صصرى، ونجا بن أحمد، وأبو القاسم بن أبي العلاء، والبيهقي، وابنه عبد الرحمن بن إسماعيل، وخلق آخرهم أبو عبد الله محمد بن الفضل الفراوي.
توفي في شهر محرم سنة 449 هـ الموافق 1057 م.

## ثناء العلماء عليه
- قال أبو بكر البيهقي (ت 458 هـ): «إنه إمام المسلمين حقا وشيخ الإسلام صدقا»[14]
- قال عبد العزيز الكتاني (ت 466 هـ): «كان شيخًا ما رأيت في معناه زهدًا وعلمًا، كان يحفظ من كل فن لا يقعد به شئ وكان يحفظ القرآن وتفسيره من كتب كثيرة وكان من حفاظ الحديث وكان مقدما في الوعظ والأدب وغير ذلك من العلوم»[15]
- كان ابن تيمية (ت 728 هـ) يُلقِّب الصابوني بـ«شيخ الإسلام»[16]
- قال شمس الدين الذهبي (ت 748 هـ): «ولقد كان من أئمة الأثر، له مصنف في السنة واعتقاد السلف، ما رآه منصف إلا واعترف له»[17]
- قال ابن قيم الجوزية (ت 751 هـ): «إمام أهل الحديث والفقه والتصوف في وقته»[18]
- قال تاج الدين السبكي (ت 771 هـ): «كان مجمعا على دينه وسيادته وعلمه لا يختلف عليه أحد من الفرق»[19]
- قال ابن ناصر الدين (ت 842 هـ): «كان إماما حافظا، عمدة، مقدما في الوعظ والأدب وغيرهما من العلوم، وحفظه للحديث وتفسير القرآن معلوم»[20]

## مؤلفاته
- عقيدة السلف أصحاب الحديث.
- الفصول في الأصول.[3]

### فهرس المراجع
منشورات
1. 1 2 3 4 5  الصابوني (1998)، ص. 25.
2. 1 2  الصابوني (1998)، ص. 26.
3. 1 2 3 4  الزركلي (2002)، ج. 1، ص. 317.
4. 1 2  الصابوني (1998)، ص. 41.
5. ↑  الصابوني (1998)، ص. 42.
6. 1 2 3  الصابوني (1998)، ص. 38.
7. ↑  الصابوني (1998)، ص. 30.
8. ↑  الصابوني (1998)، ص. 15.
9. ↑  الصابوني (1998)، ص. 16.
10. ↑  الصابوني (1998)، ص. 31–32.
11. ↑  الصابوني (1998)، ص. 33–35.
12. ↑  الصابوني (1998)، ص. 35.
13. ↑  السبكي (1992)، ج. 4، ص. 271.
14. ↑  السبكي (1992)، ج. 4، ص. 284.
15. ↑  ابن عساكر (1995)، ج. 9، ص. 12.
16. ↑  ابن تيمية (2004)، ج. 5، ص. 389.
17. ↑  الذهبي (1985)، ج. 18، ص. 43.
18. ↑  ابن القيم (2019)، ص. 376.
19. ↑  السبكي (1992)، ج. 4، ص. 283.
20. ↑  ابن العماد (1986)، ج. 5، ص. 213.

مواقع وب
1. ↑  الموسوعة العربية : الصابوني نسخة محفوظة 04 مارس 2016 على موقع واي باك مشين.
2. ↑  الموسوعة كم : أبو عثمان الصابوني النيسابوري نسخة محفوظة 04 مارس 2016 على موقع واي باك مشين.

### بيانات المراجع
- شمس الدين الذهبي (1985)، سير أعلام النبلاء، تحقيق: شعيب الأرنؤوط، مجموعة (ط. 1)، بيروت: مؤسسة الرسالة، OCLC:4770539064، QID:Q113078038
- ابن العماد الحنبلي (1986)، شذرات الذهب في أخبار من ذهب، تحقيق: محمود الأرناؤوط، عبد القادر الأرناؤوط (ط. 1)، دمشق، بيروت: دار ابن كثير، OCLC:36855698، QID:Q113580573
- تاج الدين السبكي (1992)، طبقات الشافعية الكبرى، تحقيق: محمود محمد الطناحي، عبد الفتاح محمد الحلو، القاهرة: هجر للطباعة والنشر والتوزيع والإعلان، QID:Q120648510
- ابن عساكر (1995)، تاريخ مدينة دمشق، تحقيق: عمر بن غرامة العمروي، بيروت: دار الفكر للطباعة والنشر والتوزيع، OCLC:4770667638، QID:Q116753093{{استشهاد}}:  صيانة الاستشهاد: ref duplicates default (link)
- أبو عثمان إسماعيل بن عبد الرحمٰن الصابوني (1998). عقيدة السَّلَف وأصحاب الحديث أو الرِّسالة في اعتقاد أهل السُّنَّة وأصحاب الحديث والأئمَّة. دراسة وتحقيق: ناصر بن عبد الرحمن بن محمد الجديع (ط. 2). الرياض: دار العاصمة.
- خير الدين الزركلي (2002)، الأعلام: قاموس تراجم لأشهر الرجال والنساء من العرب والمستعربين والمستشرقين (ط. 15)، بيروت: دار العلم للملايين، OCLC:1127653771، QID:Q113504685
- ابن تيمية (2004). مجموع الفتاوى. تحقيق: عبد الرحمن بن قاسم، محمد بن عبد الرحمن بن قاسم. المدينة المنورة: مجمع الملك فهد لطباعة المصحف الشريف. ISBN:978-9960-770-47-5. OCLC:1181443508. QID:Q115683684.{{استشهاد بكتاب}}:  صيانة الاستشهاد: ref duplicates default (link)
- ابن قيم الجوزية (2019)، اجتماع الجيوش الإسلامية، آثار الإمام ابن قيم الجوزية وما لحقها من أعمال، مراجعة: محمد أجمل الإصلاحي، سعود بن عبد العزيز العريفي. تحقيق: زائد بن أحمد النشيري، الرياض: دار عطاءات العلم، QID:Q115794829